# Mark von Seydlitz
Mark von Seydlitz (* 29. Januar 1961 in Düsseldorf) ist ein deutscher Filmregisseur, Filmproduzent und Mediencoach.

## Leben und Karriere
Mark von Seydlitz wuchs in Düsseldorf auf, wo er 1981 das Abitur ablegte. Nach Studium der Betriebswirtschaft und Kommunikation gründete Seydlitz während des Studiums die D&S Werbeagentur in Mannheim und war als Gesellschafter an der Agentur NEW YORK COMMUNICATIONS GmbH in Frankfurt beteiligt.
Nach dem Studium arbeitete Seydlitz als Werbetexter und Konzeptionist für Werbeagenturen in Frankfurt. Nach Auslandsaufenthalt in Los Angeles/USA gründete Mark von Seydlitz die Made in Munich Filmproduktion in München, die zunächst Werbe- und Imagefilme produzierte. Seit 1994 produziert Seydlitz zusätzlich Spielfilme und Dokumentationen für TV und Kino.
Mark von Seydlitz führte bei mehr als 900 Werbe- und zahlreichen Fernsehfilmen Regie und transformierte u. a. die erfolgreiche Dora-Heldt-Romanreihe für das Fernsehen (ZDF). Auch als Co-Produzent entwickelt und realisiert von Seydlitz fiktionale Stoffe für TV und Kino (u. a. „Die Toten von Marnow“; „An einem Tag im September“).
Seydlitz war 1998 Gründungsgesellschafter und bis 2003 Geschäftsführer der MBP Medienfonds GmbH & Co. KG, die nationale und internationale Filme co-produzierte und hält Beteiligungen an weiteren Produktionsgesellschaften in Hamburg, Berlin und München. Gemeinsam mit Investoren beteiligt sich von Seydlitz an internationalen Filmprojekten und Serien.
Neben der Produzenten- und Regietätigkeit arbeitet Mark von Seydlitz als freier Mediencoach für Führungskräfte aus Politik, Medien und Wirtschaft.

## Privates
Mark von Seydlitz lebt in Hamburg und München, hat zwei Söhne und ist geschieden.

## Filmografie (Auswahl)
- 1996: Roula – Dunkle Geheimnisse
- 1999: Die Todesfahrt der MS Seastar
- 1999: www.maedchenkiller.de (Tod im Netz)

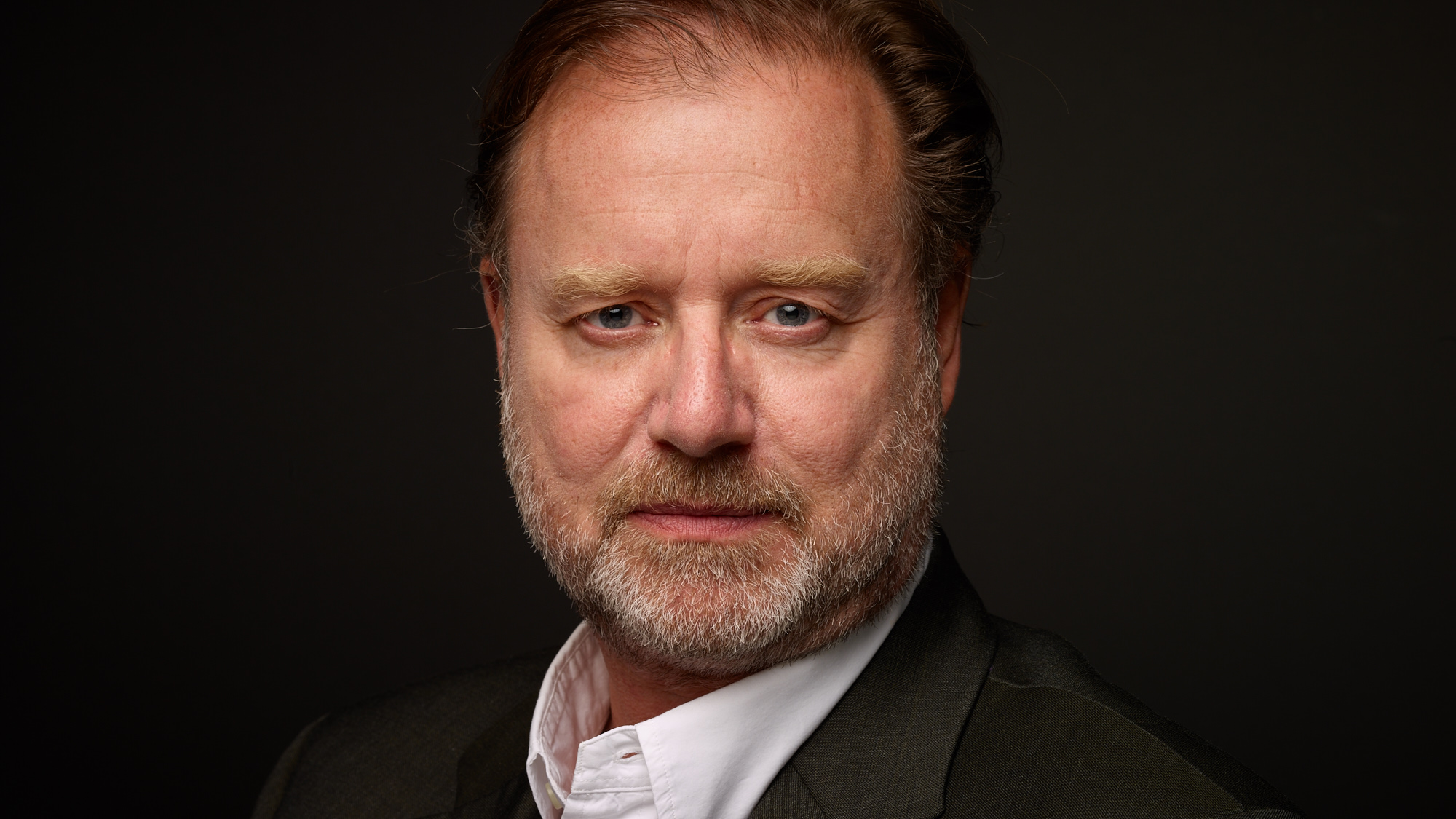
Mark von Seydlitz 2024

- 2000: Models
- Mark von Seydlitz 20242003: La dolce Rita
- 2009–2013: Dora Heldt
  - 2009: Urlaub mit Papa
  - Mark Seydlitz am Set in Heiligendamm2010: Tante Inge haut ab
  - 2011: Kein Wort zu Papa

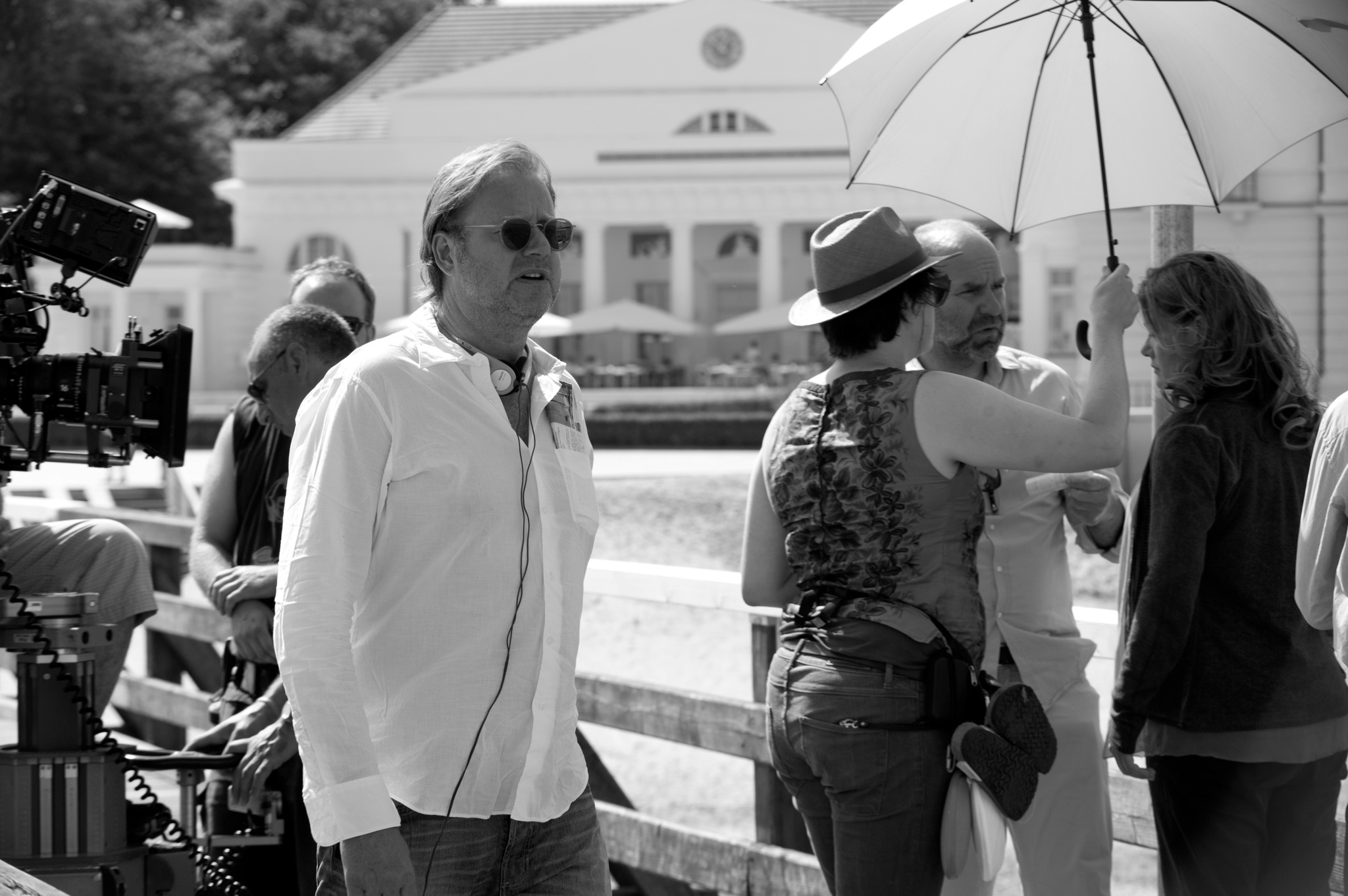
Mark Seydlitz am Set in Heiligendamm

  - 2012: Bei Hitze ist es wenigstens nicht kalt
  - 2012: Ausgeliebt
  - 2013: Unzertrennlich
  - 2013: Herzlichen Glückwunsch, Sie haben gewonnen!
- 2010: Die Hummel
- 2014: Töne bedeuten mehr als Worte (Dokumentation über Klaus Doldinger)
- 2018: Escape the World (VR-Short Fiction Projekt)
- 2019: Getrieben
- 2020: Die Toten von Marnow
- 2024: Doris Soffel – Mezzosopran. Eine Karriere im Labyrinth
- 2025: An einem Tag im September